# Мама (фільм, 1976)
«Ма́ма» (рум. «Mama», англ. «Rock'n'Roll Wolf») — музичний фільм-казка. Володар спеціального призу журі «Срібний кубок» на міжнародному кінофестивалі для дітей та юнацтва у Венеції-77. Прем'єра в СРСР відбулася 17 жовтня 1977 року. По Центральному телебаченню фільм вперше було показано 24 серпня 1980 року.
Фільм брав участь в основній конкурсній програмі 30-го Каннського міжнародного кінофестивалю (1977).

## Сюжет
Сюжет старої казки про Вовка, який обманом викрав у Кози її козенят, постає в новій, дотепній і цікавій музичній інтерпретації, яка створена міжнародним творчим колективом.

## У фільмі знімалися
- Людмила Гурченко — Коза, тьотя Маша
- Михайло Боярський — Вовк
- Олег Попов — Ведмідь
- Савелій Крамаров — Вовченя
- Джордже Міхеіце — Осел
- Флор'ян Піттіш — Папуга
- Валентин Манохін — Рись, один з ад'ютантів Вовка
- Віра Івлєва — Овечка
- Євген Герчаков — Баран
- Наталія Крачковська — Ведмедиця
- Віолета Андрей — Ластівка
- Паула Радулеску — Зайчиха
- Василе Менцель — Заєць
- Марина Поляк — Білка
- Ліліана Петреску — Кокетлива овечка
- Мануела Херебор — епізод
- Петя Дегтярьов — неслухняне козеня Мітяй
- Лулу Міхаеску — Старша дочка
- Тимур Асал — козеня
- Адрйан Кристя — козеня
- Матей Оприш — козеня
- Катерина Максимова — епізод, хореографічні номери
- Олександр Богатирьов — епізод, хореографічні номери
- Ірина Фадєєчева — епізод, хореографічні номери
- Тамара Владимирцева — епізод
- Володимир Кірсанов — епізод
- Тамара Бучучану-Ботез — епізод
- Петро Лисиченко — епізод
- Тіна Гросс — епізод
- Галина Холопова — епізод
- Володимир Яновчіс — епізод
- А. Іванова — епізод
- Валерій Бабицький — епізод
- Тетяна Войтюк — епізод
- Зофяр Шакіров — епізод
- Тетяна Нємцова — епізод
- Віолетта Андрєєва — епізод
- Світлана Вагіна — епізод
- Наташа Гурушіна — епізод
- Алла Іванова — епізод
- Артем Кретов — епізод
- Ельза Кирилова — епізод
- Олександра Левченко — епізод
- Оля Лопаева — епізод
- Галя Миронова — епізод
- Оксана Мерзлікіна — епізод
- Катя Олонова — епізод
- Лена Петрова — епізод
- Інна Пронкін — епізод
- Марина Сизова — епізод
- Діма Скринніков — епізод
- Діма Токар — епізод
- Олег Царьков — епізод
- Оля Шведова — епізод
- Світлана Яшенкова — епізод
- Олександра Щеболева — епізод